# 24-Stunden-Rennen von Le Mans 1933

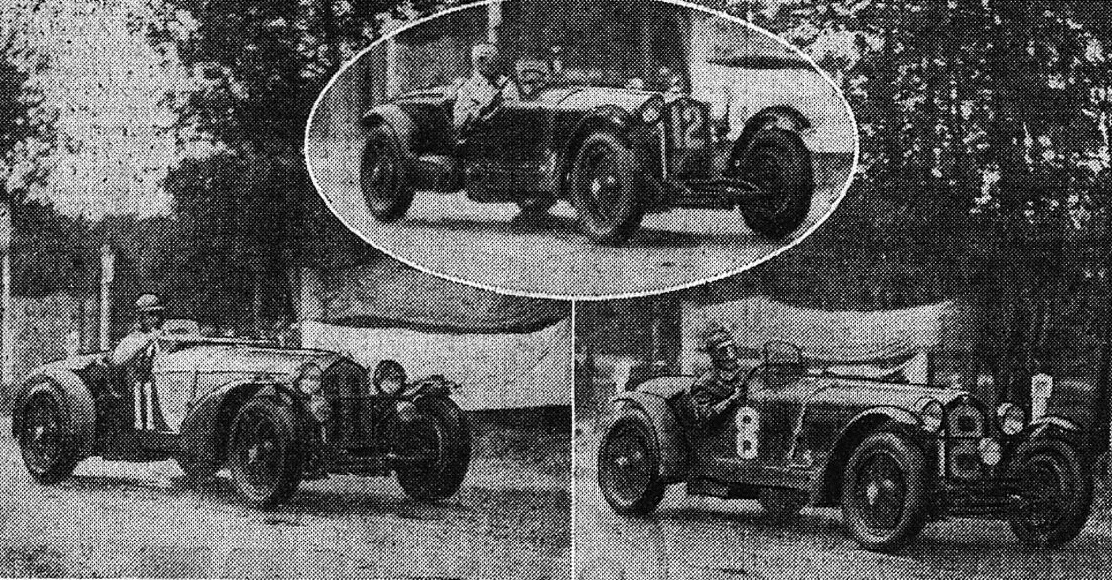
Dreifachsieg für Alfa Romeo

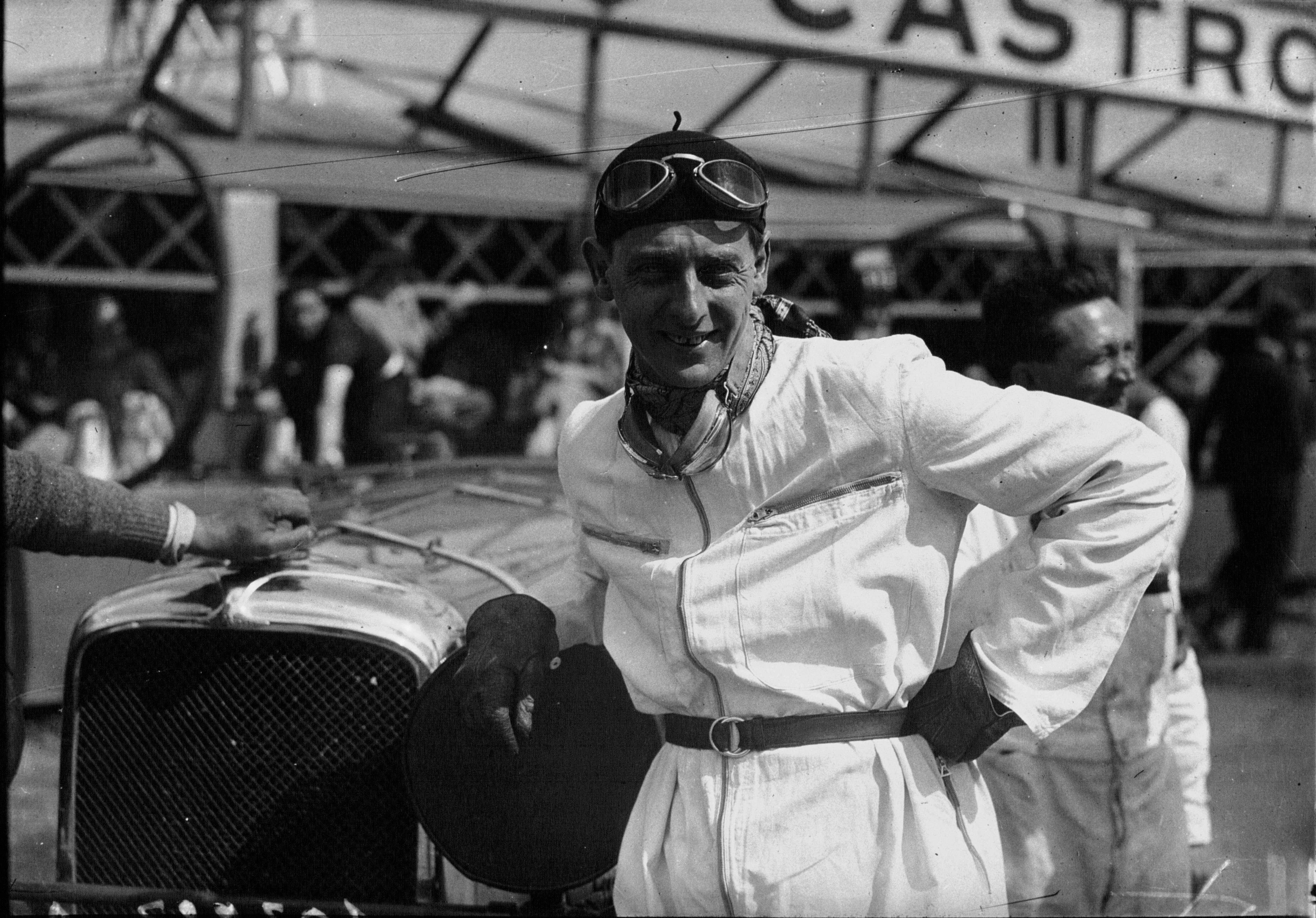
Nikolaus von Rumänien vor dem Rennstart

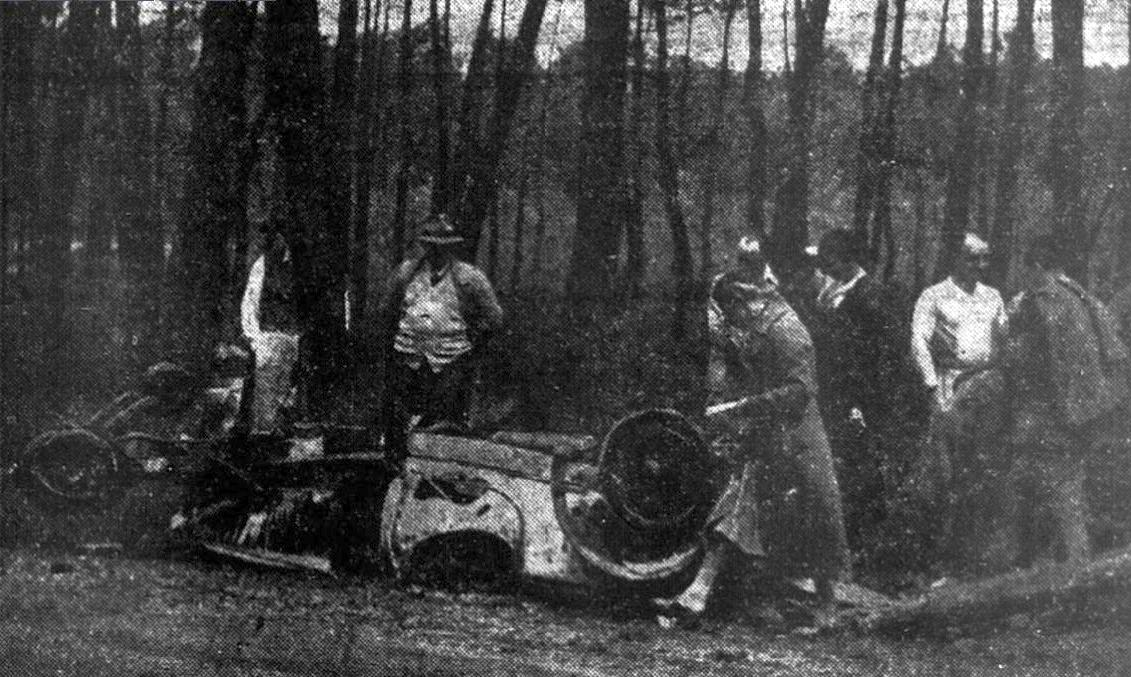
Das Wrack des Alfa Romeos von Odette Siko

Das elfte 24-Stunden-Rennen von Le Mans, der 11e Grand Prix d’Endurance les 24 Heures du Mans, auch 24 Heures du Mans, Circuit de la Sarthe, Le Mans, fand vom 17. bis 18. Juni 1933 auf dem Circuit des 24 Heures statt.

## Das Rennen
29 Fahrzeuge wurden am Samstagvormittag des 17. Juni zum Le-Mans-Start aufgestellt. Das Feld wurde von den Sportwagen der Marke Alfa Romeo dominiert. Die beiden Werks-8C hatten das kurze Chassis der Mille-Miglia-Version. Zu Vorjahressieger Raymond Sommer kam der italienische Spitzenfahrer Tazio Nuvolari ins Team. Luigi Chinetti, im Jahr davor noch Partner von Sommer, fuhr den zweiten Werkswagen, mit dem Franzosen Philippe de Gunsburg als Partner. In den privaten Alfas saßen unter anderem Louis Chiron, Franco Cortese und der junge Franko-Algerier Guy Moll.
Der hubraumstärkste Wagen war der 6,9-Liter-Duesenberg des rumänischen Prinzen Nikolaus. Jean Trévoux fuhr wieder den alten Birkin-Bentley, und die Marken Singer und Riley gaben ihr Le-Mans-Debüt.
In der ersten Phase des Rennens konnte sowohl der Bentley als auch der Duesenberg das schnelle Anfangstempo von Raymond Sommer mithalten. Aber die Fahrt von Trévoux endete in der Auslaufzone der Mulsanne, wo der Bentley nach einem Dreher stecken blieb. Und da der Duesenberg zu früh nachgetankt wurde, musste der rumänische Prinz disqualifiziert werden.
In der Nacht entwickelte sich ein Dreikampf zwischen der Sommer-, der Chinetti- und der Chiron-Mannschaft. Als Nuvolari 16 Minuten an der Box verlor, weil der Treibstofftank leck war, übernahm Cortese die Führung. Als Cortese knapp vor Schluss einen schweren Unfall hatte, entwickelte sich die letzte Stunde zu einer der spannendsten in der Le-Mans-Geschichte. Acht Minuten vor dem Ende musste der führende Nuvolari erneut an die Box, weil er schon wieder Treibstoff verlor, und Chinetti konnte ihn passieren. Nuvolari nahm die Verfolgung auf und in der letzten Runde wechselte die Führung dreimal. Als Chinetti knapp vor dem Ziel noch einmal überholen wollte, wurde er von einem langsameren Fahrzeug blockiert und verlor fast die Kontrolle über den Alfa Romeo. Nuvolari siegte mit 10 Sekunden Vorsprung. Chinetti war vor dem Rennen von einem Sponsor einer Siegerbonus von 60.000 Franc versprochen worden, den er ob seiner beherzten Fahrweise auch für den zweiten Gesamtrang erhielt.
Einen schweren Unfall hatte Odette Siko, die in der Arnage-Kurve die Herrschaft über ihren Alfa Romeo verlor. Der Wagen fällte mehrere Bäume, blieb auf dem Dach liegen und fing Feuer. Madame Siko kam mit einem gebrochenen Arm davon, ging aber nie mehr in Le Mans an den Start.

## Ergebnisse

### Piloten nach Nationen
| 32 Franzosen | 18 Briten | 4 Italiener | 1 Algerier |
| 1 Monegasse  | 1 Pole    | 1 Rumäne    |            |

### Schlussklassement
| Pos.            | Klasse | Nr. | Team                               | Fahrer                                      | Chassis                     | Motor                           | Reifen | Runden |
| --------------- | ------ | --- | ---------------------------------- | ------------------------------------------- | --------------------------- | ------------------------------- | ------ | ------ |
| 1               | 3.0    | 11  | Soc. Anon. Alfa Romeo              | Raymond Sommer Tazio Nuvolari               | Alfa Romeo 8C 2300 MM-LM    | Alfa Romeo 2.3L Supercharged I8 | P      | 233    |
| 2               | 3.0    | 8   | Soc. Anon. Alfa Romeo              | Luigi Chinetti Philippe de Gunzburg         | Alfa Romeo 8C 2300 MM-LM    | Alfa Romeo 2.3L Supercharged I8 | P      | 233    |
| 3               | 3.0    | 12  | Arthur Fox                         | Brian E. Lewis Tim Rose-Richards            | Alfa Romeo 8C 2300 LM       | Alfa Romeo 2.3L Supercharged I8 | D      | 225    |
| 4               | 1.1    | 30  | Riley Coventry Ltd.                | Bill von der Becke Kenneth Peacock          | Riley Nine Brooklands       | Riley 1.1L I4                   | D      | 191    |
| 5               | 1.5    | 25  | Aston Martin Ltd.                  | Pat Driscoll Clifton Penn-Hughes            | Aston Martin 1½ Le Mans     | Aston Martin 1.5L I4            | D      | 188    |
| 6               | 750    | 41  | John Ludovic Ford                  | John Ludovic Ford Maurice Baumer            | MG C-Type 4C Midget         | MG 0.7L Supercharged I4         | D      | 176    |
| 7               | 1.5    | 24  | Aston Martin Ltd.                  | Augustus Bertelli Sammy Davis               | Aston Martin 1½ Le Mans     | Aston Martin 1.5L I4            | D      | 174    |
| 8               | 2.0    | 21  | André Rousseau                     | André Rousseau François Paco                | Alfa Romeo 6C 1750 GS Coupe | Alfa Romeo 1.7L Supercharged I6 | D      | 167    |
| 9               | 1.1    | 35  | SA des Automobiles Tracta          | Félix Quinault Pierre Padrault              | Tracta Type A               | Tracta 1.0L I4                  | D      | 161    |
| 10              | 1.1    | 28  | Just-Émile Vernet & Fernand Vallon | Just-Émile Vernet Fernand Vallon            | Salmson GS Spéciale         | Salmson 1.1L I4                 | D      | 159    |
| 11              | 1.1    | 32  | Alin Fréres                        | Adrien Alin Albert Alin                     | BNC Type 527 Sport          | Ruby 1.1L I4                    | D      | 151    |
| 12              | 1.1    | 34  | Équipe de l’Ours                   | Jean de Gavardie Henri de Gavardie          | Amilcar CO Spéciale Martin  | Amilcar 1.1L I4                 | D      | 148    |
| 13              | 1.1    | 37  | Singer Motors                      | Frank Stanley Barnes Archie Langley         | Singer 9 Sports             | Singer 1.0L I4                  | D      | 140    |
| Nicht klassiert |        |     |                                    |                                             |                             |                                 |        |        |
| 14              | 2.0    | 19  | Société des Automobiles Charley    | Gaston Mottet André Marandet                | S.A.R.A. SP7 Spéciale       | S.A.R.A. 1.8L I4                | D      | 150    |
| Disqualifiziert |        |     |                                    |                                             |                             |                                 |        |        |
| 15              | 3.0    | 10  | Pierre Louis-Dreyfus               | Guy Moll Guy Cloitre                        | Alfa Romeo 8C 2300 LM       | Alfa Romeo 2.3L Supercharged I8 | D      | 77     |
| 16              | 8.0    | 2   | Nikolaus von Rumänien              | Prinz Nikolaus von Rumänien Joseph Cattaneo | Duesenberg Model SJ         | Duesenberg 6.9L Supercharged I8 | D      | 50     |
| Ausgefallen     |        |     |                                    |                                             |                             |                                 |        |        |
| 17              | 3.0    | 15  | Capt. G.E.T. Eyston                | Louis Chiron Franco Cortese                 | Alfa Romeo 8C 2300 MM       | Alfa Romeo 2.3L Supercharged I8 | E      | 177    |
| 18              | 750    | 38  | Norman Black                       | Norman Black Ron Gibson                     | MG J-Type 4 Midget          | MG 0.7L Supercharged I4         | D      | 125    |
| 19              | 2.0    | 20  | Odette Siko                        | Odette Siko Louis Charavel                  | Alfa Romeo 6C 1750 SS       | Alfa Romeo 1.9L Supercharged I6 | D      | 120    |
| 20              | 5.0    | 3   | Guy Bouriat                        | Marie Depret Pierre Bussienne               | Bugatti Typ 50S             | Bugatti 5.0L Supercharged I8    | M      | 119    |
| 21              | 5.0    | 6   | Roger Labric                       | Roger Labric Guy Daniel-Lamazière           | La Lorraine B3-6            | La Lorraine 3.4L I6             | D      | 105    |
| 22              | 1.5    | 26  | Aston Martin Ltd.                  | Mortimer Morris-Goodall Elsie Wisdom        | Aston Martin 1½ Le Mans     | Aston Martin 1.5L I4            | D      | 84     |
| 23              | 750    | 42  | Hylton Bridgman-Metchim            | Hylton Bridgman-Metchim Cecil Masters       | Austin 7 Chummy Special     | Austin 0.7L I4                  | D      | 78     |
| 24              | 1.5    | 23  | Count Stanisław Czaykowski         | Count Stanisław Czaykowski Jean Gaupillat   | Bugatti Type 51A            | Bugatti 1.5L Supercharged I8    | D      | 52     |
| 25              | 1.5    | 27  | Jean Danne                         | Charles Duruy Jean Danne                    | Rally NCP                   | Salmson 1.3L Supercharged I4    | E      | 39     |
| 26              | 5.0    | 5   | Louis Gas & Jean Trévoux           | Louis Gas Jean Trévoux                      | Bentley Blower C            | Bentley 4.4L Supercharged I6    | D      | 25     |
| 27              | 1.1    | 31  | Jean Sébilleau                     | Jean Sébilleau Georges Delaroche            | Riley Nine Brooklands       | Riley 1.1L I4                   | D      | 20     |
| 28              | 1.1    | 36  | Clément-Auguste Martin             | Clément-Auguste Martin Auguste Bodoignet    | Amilcar CG Spéciale Martin  | Amilcar 1.0L I4                 | D      | 13     |
| 29              | 1.1    | 33  | Lucien Buquet                      | Lucien Buquet Bernard Clouet                | Amilcar CG Spéciale Martin  | Amilcar 1.1L I4                 | D      | 13     |

### Nur in der Meldeliste
Hier finden sich Teams, Fahrer und Fahrzeuge die ursprünglich für das Rennen gemeldet waren, aber aus den unterschiedlichsten Gründen daran nicht teilnahmen.
| Pos. | Klasse | Nr. | Team                | Fahrer                                 | Chassis                 | Motor                              | Reifen |
| ---- | ------ | --- | ------------------- | -------------------------------------- | ----------------------- | ---------------------------------- | ------ |
| 30   | 8.0    | 1   | Foucret Fréres      | Marcel Foucret Paul Foucret            | Mercedes-Benz SSK       | Mercedes-Benz 7.1L Supercharged I6 | M      |
| 31   | 5.0    | 4   |                     |                                        | Bugatti T54             | Bugatti 5.0L I8                    |        |
| 32   | 3.0    | 7   | Ronald Gunter       | Ronald Gunter Dudley Benjafield        | Alvis Speed 20 SA       | Alvis 2.5L I6                      | D      |
| 33   | 3.0    | 9   | Earl Howe           | Earl Howe Hugh Caulfield Hamilton      | Alfa Romeo 8C 2300 LM   | Alfa Romeo 2.3L Supercharged I8    | D      |
| 34   | 3.0    | 14  | G. E. T. Eyston     | George Eyston                          | Alfa Romeo 8C-2300 LM   | Alfa Romeo 2.3L Supercharged I8    | D      |
| 35   | 3.0    | 16  | André Carré         | André Carré Raymond Gaillard           | Bugatti Type 55         | Bugatti 2.3L I8                    | M      |
| 36   | 2.0    | 18  | Donald Marendaz     | Donald Marendaz                        | Marendaz 13/70          | Marendaz 1.9L I6                   | C      |
| 37   | 2.0    | 22  | Marguerite Mareuse  | Marguerite Mareuse Jean-Pierre Wimille | Bugatti Type 40         | Bugatti 1.5L I4                    | M      |
| 38   | 1.1    | 29  | Riley Coventry Ltd. | Alex van der Becke Kenneth Peacock     | Riley Nine Brooklands   | Riley 1.1L I4                      | D      |
| 39   | 750    | 39  | Hon. Joan Chetwynd  |                                        | MG Midget C-Type        | MG 0.7L I4                         |        |
| 40   | 750    | 40  | Francis Samuelson   | Francis Samuelson Bernard Rubin        | MG Midget C-Type        | MG 0.7L I4                         |        |
| 41   | 2.0    |     | Richard Oats        | Richard Oats                           | Aston Martin 1½ Le Mans | Aston Martin 1.5L I4               | D      |
| 42   | 5.0    |     |                     | Ernest Friederich                      | Bugatti Type 54         | Bugatti 5.0L I8                    | M      |

### Biennale-Cup
| Pos. | Nr. | Fahrer                           | Chassis                  | Koeffizient | Platzierung im Gesamtklassement |
| ---- | --- | -------------------------------- | ------------------------ | ----------- | ------------------------------- |
| 1    | 11  | Raymond Sommer Tazio Nuvolari    | Alfa Romeo 8C 2300 MM-LM | 1.137       | Gesamtsieg                      |
| 2    | 25  | Pat Driscoll Clifton Penn-Hughes | Aston Martin 1½ Le Mans  | 1.296       | Rang 5                          |
| 3    | 12  | Brian E. Lewis Tim Rose-Richards | Alfa Romeo 8C 2300 LM    | 1.277       | Rang 3                          |
| 4    | 24  | Augustus Bertelli Sammy Davis    | Aston Martin 1½ Le Mans  | 1.177       | Rang 7                          |

### Index of Performance
| Pos. | Nr. | Fahrer                              | Chassis                  | Koeffizient | Platzierung im Gesamtklassement |
| ---- | --- | ----------------------------------- | ------------------------ | ----------- | ------------------------------- |
| 1    | 30  | Bill von der Becke Kenneth Peacock  | Riley Nine Brooklands    | 1.415       | Rang 4                          |
| 2    | 41  | John Ludovic Ford Maurice Baumer    | MG C-Type 4C Midget      | 1.331       | Rang 6                          |
| 3    | 11  | Raymond Sommer Tazio Nuvolari       | Alfa Romeo 8C 2300 MM-LM | 1.320       | Gesamtsieg                      |
| 4    | 8   | Luigi Chinetti Philippe de Gunzburg | Alfa Romeo 8C 2300 MM-LM | 1.316       | Rang 2                          |
| 5    | 25  | Pat Driscoll Clifton Penn-Hughes    | Aston Martin 1½ Le Mans  | 1.296       | Rang 5                          |
| 6    | 16  | Brian E. Lewis Tim Rose-Richards    | Alfa Romeo 8C 2300 LM    | 1.277       | Rang 3                          |
| 7    | 35  | Félix Quinault Pierre Padrault      | Tracta Type A            | 1.237       | Rang 9                          |
| 8    | 28  | Just-Émile Vernet Fernand Vallon    | Salmson GS Spéciale      | 1.181       | Rang 10                         |
| 9    | 24  | Augustus Bertelli Sammy Davis       | Aston Martin 1½ Le Mans  | 1.177       | Rang 7                          |
| 10   | 32  | Adrien Alin Albert Alin             | BNC Type 527 Sport       | 1.124       | Rang 11                         |

### Klassensieger
| Klasse               | Fahrer             | Fahrer              | Fahrzeug                    | Platzierung im Gesamtklassement |
| -------------------- | ------------------ | ------------------- | --------------------------- | ------------------------------- |
| 9. Biennale Cup      | Raymond Sommer     | Tazio Nuvolari      | Alfa Romeo 8C 2300 MM-LM    | Gesamtsieg                      |
| Index of Performance | Bill von der Becke | Kenneth Peacock     | Riley Nine Brocklands       | Rang 4                          |
| 2001–3000 cm³        | Raymond Sommer     | Tazio Nuvolari      | Alfa Romeo 8C 2300 MM-LM    | Gesamtsieg                      |
| 1501–2000 cm³        | André Rousseau     | Francois Paco       | Alfa Romeo 6C 1750 GS Coupe | Rang 8                          |
| 1101–1500 cm³        | Pat Driscoll       | Clifton Penn-Hughes | Aston Martin 1½ Le Mans     | Rang 5                          |
| 751–1000 cm³         | Bill von der Becke | Kenneth Peacock     | Riley Nine Brocklands       | Rang 4                          |
| Bis 750 cm³          | John Ludovic Ford  | Maurice Baumer      | MG C-Type 4 Midget          | Rang 6                          |

### Renndaten
- Gemeldet: 42
- Gestartet: 29
- Gewertet: 13
- Rennklassen: 7
- Zuschauer: unbekannt
- Ehrenstarter des Rennens: Colonel Lindsay Lloyd, Vizepräsident des Royal Automobile Club
- Wetter am Rennwochenende: warm und sonnig
- Streckenlänge: 13,492 km
- Fahrzeit des Siegerteams: 24:00:00,000 Stunden
- Gesamtrunden des Siegerteams: 233
- Gesamtdistanz des Siegerteams: 3144,038 km
- Siegerschnitt: 131,001 km/h
- Pole Position: unbekannt
- Schnellste Rennrunde: Raymond Sommer – Alfa Romeo 8C 2300 MM-LM (#11) – 5:31,400 = 146,386 km/h
- Rennserie: zählte zu keiner Rennserie